# Nils-Åke Häggbom
Nils-Åke Häggbom, född 20 april 1942, är en svensk dansör som var balettchef vid Kungliga Baletten 1986–1993. Nils-Åke Häggbom utnämndes till premiärdansör 1966 och har bland annat dansat klassiska huvudroller i Giselle och Svansjön. Han var gift med Kjerstin Dellert från 1968 fram till hennes död 2018.

## Priser och utmärkelser
- 1990 – Carina Ari-medaljen
- 1994 – Litteris et Artibus